# 角座演芸アワー〜道頓堀から生放送!〜
角座演芸アワー〜道頓堀から生放送!〜（かどざ えんげい アワー どうとんぼりから なまほうそう）はラジオ関西で放送されていた生放送の演芸番組。

## 概要
DAIHATSU MOVE 道頓堀角座の木曜日の夜席興行の模様を生中継し、松竹芸能所属のお笑いタレントによる漫才、落語、コントなどの口演を放送した。
幕間にはパーソナリティーの笑福亭鉄瓶と、その日出演するタレントとのトークコーナーを交えていた。
2015年度ナイターオフシーズンより木曜の18:00-21:00の枠で『寺谷一紀とい・しょく・じゅう』および『ザ・トップ5』の放送が開始され、『角座演芸アワー』は同年9月17日放送分をもって終了となった。ただ、角座からの興行中継は、原則毎週日曜日16:00-17:00（短縮・休止週あり）に放送されている「大爆笑!ラジ関寄席」で主に落語に特化して事前収録で放送されている。

### 放送期間・時間
- 2014年10月 - 2015年3月 毎週木曜 19:00-21:00
- 2015年4月 - 2015年9月 原則として毎月第4または第3木曜 18:00-21:00
  - 『ラジオ関西ジャイアンツナイター』の予備番組「ナイタースタジオ特集」扱い。

基本的には第4木曜日のうち、移動日などで試合がない場合か、巨人がビジターとなるゲームのうち、ヤクルト主催ゲームなど権利関係上放送できない試合がある日に放送された。
第4木曜にナイター放送が組まれた月（2015年5月および9月）は、放送が第3木曜に繰り上げられた。
上記の週以外は『名曲ラジオ三浦紘朗です』（17:55-21:00）が放送された。
  - この期間はコンプレックスの体裁をとり、夜席興行の直前1時間に当たる18:00-19:00は、鉄瓶と内海英華がパーソナリティーを務める「もうすぐ演芸アワー」を放送した。この番組は緞帳が閉まった状態の道頓堀角座ステージ上でトークを行う生放送であった。

## パーソナリティー
- 笑福亭鉄瓶
- 関真由美
  - 2014年11月13日放送分では、新婚旅行に出かけた関の代わりにあだち理絵子が担当した。